# Alois Löcherer
Alois Löcherer (14. srpna 1815, Mnichov – 15. července 1862 tamtéž) byl průkopník fotografie v Bavorsku a v Německu.

## Život a dílo
Po studiu farmacie a chemie ve svém rodném městě pracoval v lékárně. Již v roce 1839 pořídili Franz von Kobell s Carl August von Steinheil v Mnichově jako první z Německa fotografie metodou daguerrotypie. Löcherer přešel brzy na proces talbotypie. Asi od roku 1845 umění fotografie vyučoval. Jeho studio bylo jedno z prvních ve městě. Kromě četných portrétů z toho období pořídil záběry z usazování a montáže sochy Bavaria. K jeho žákům patří mimo jiné také Moritz Eduard Lotze, Franz Seraph Hanfstaengl a Joseph Albert.

## Galerie

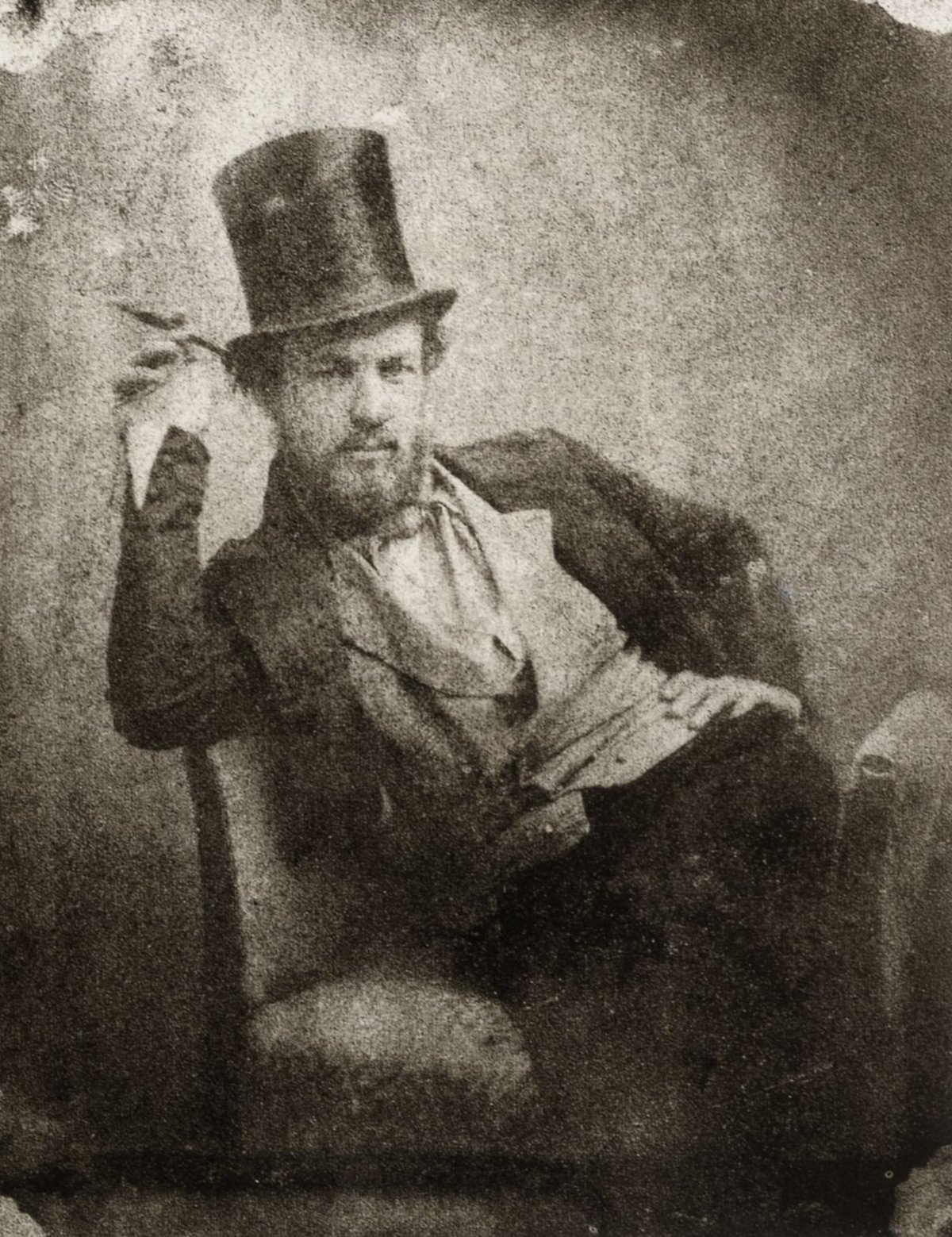
Joseph Albert, asi 1850
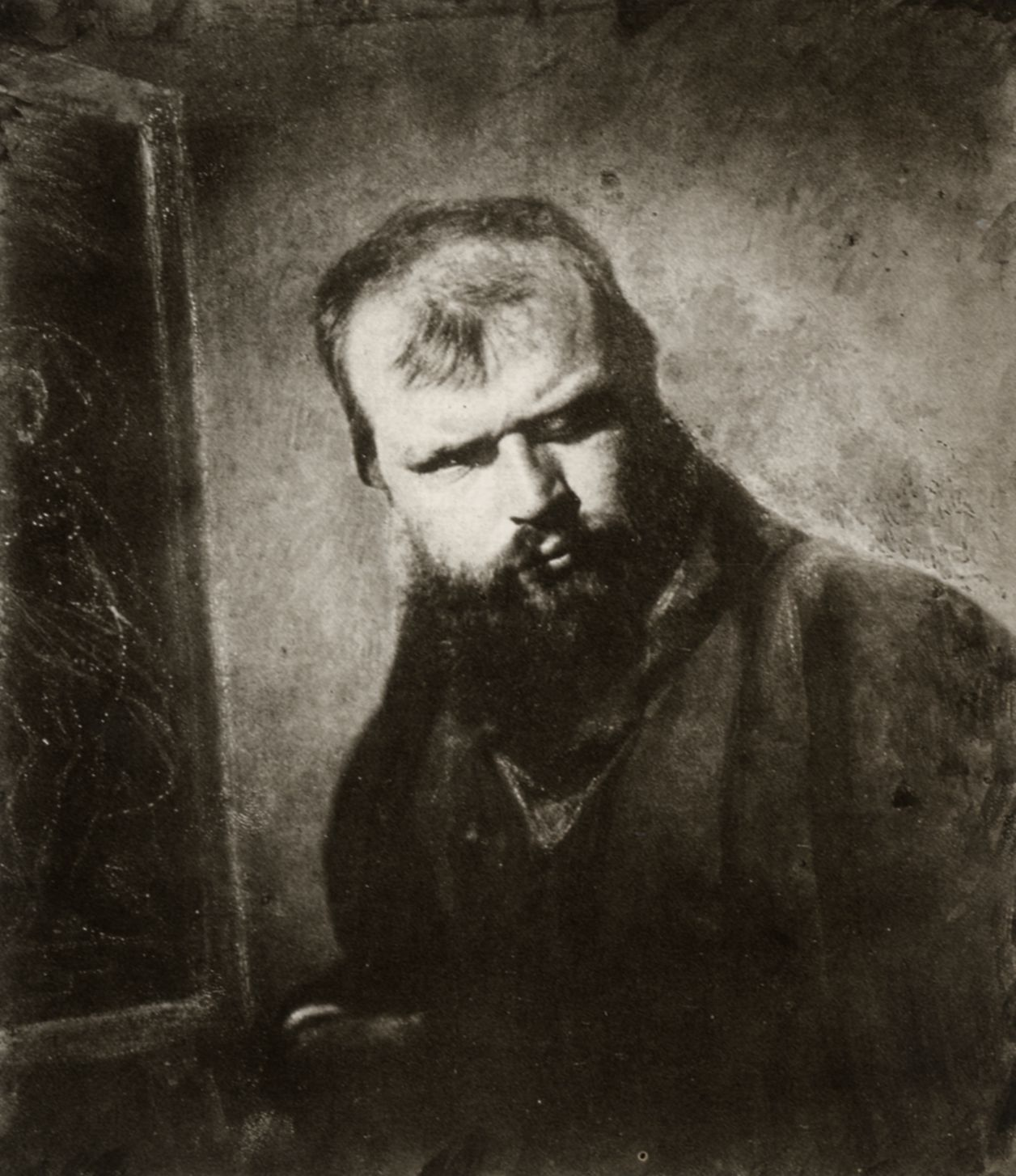
Carl Rahl, asi 1850
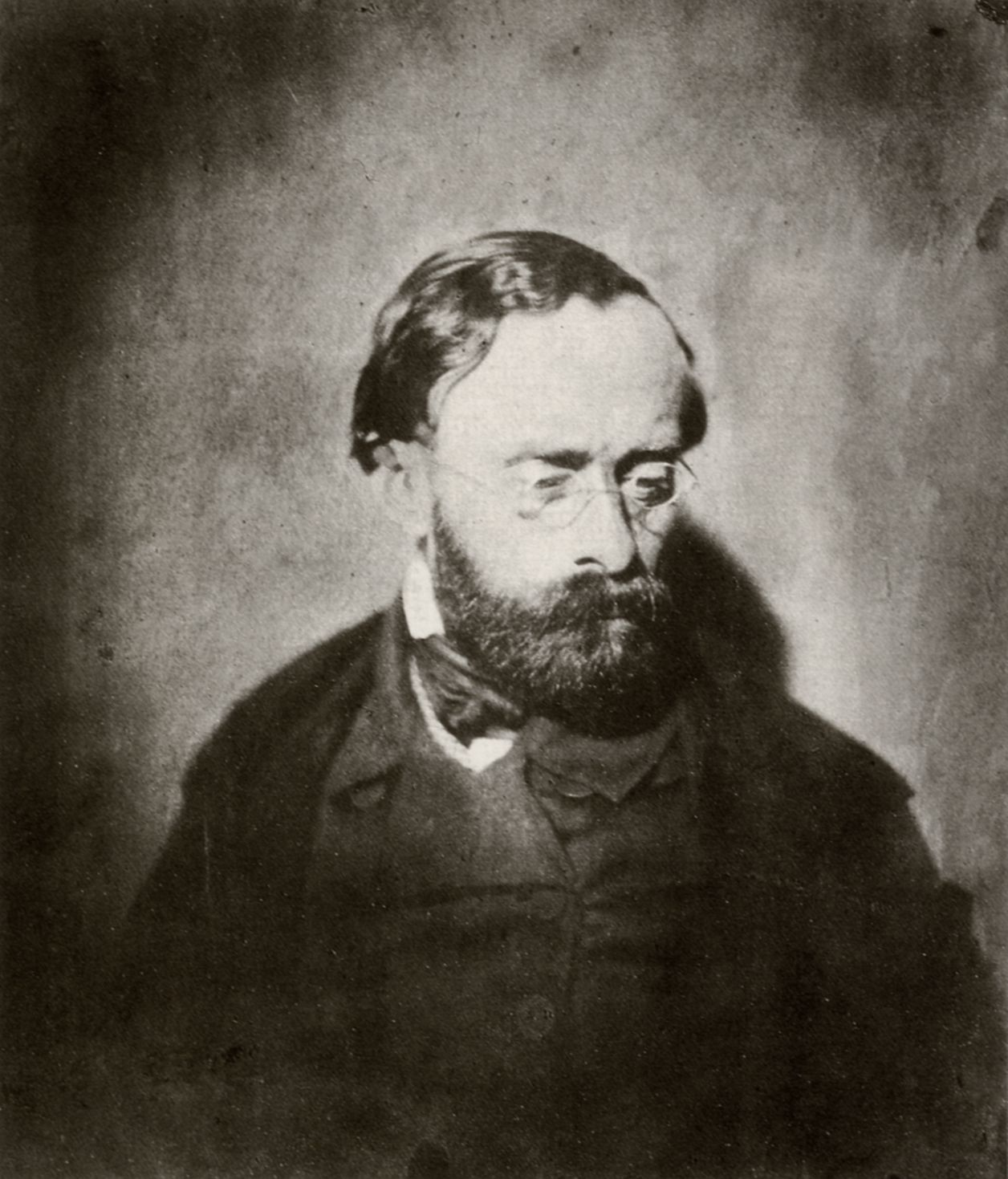
Eduard Schleich starší, asi 1850
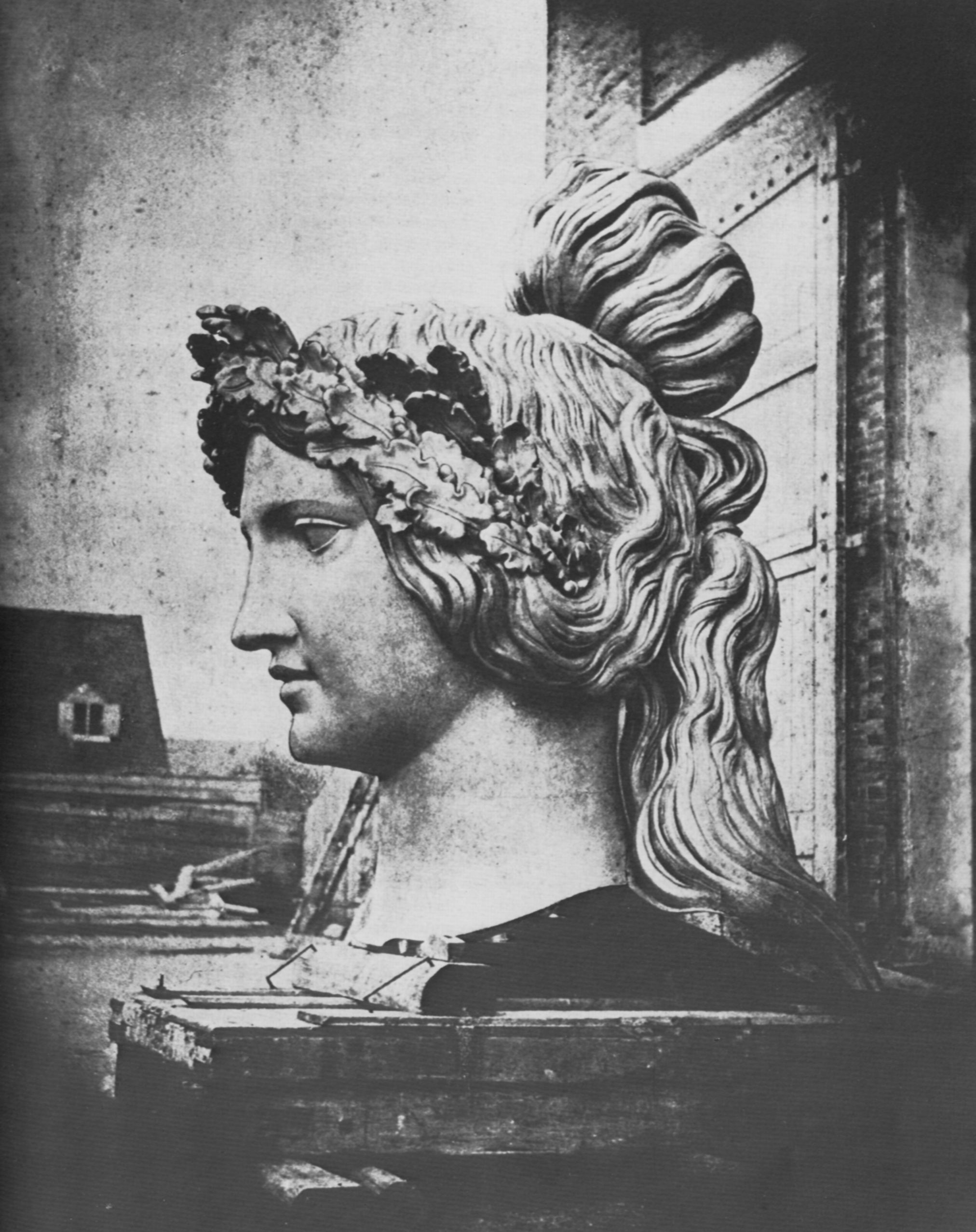
Socha Bavaria z profilu, 1849
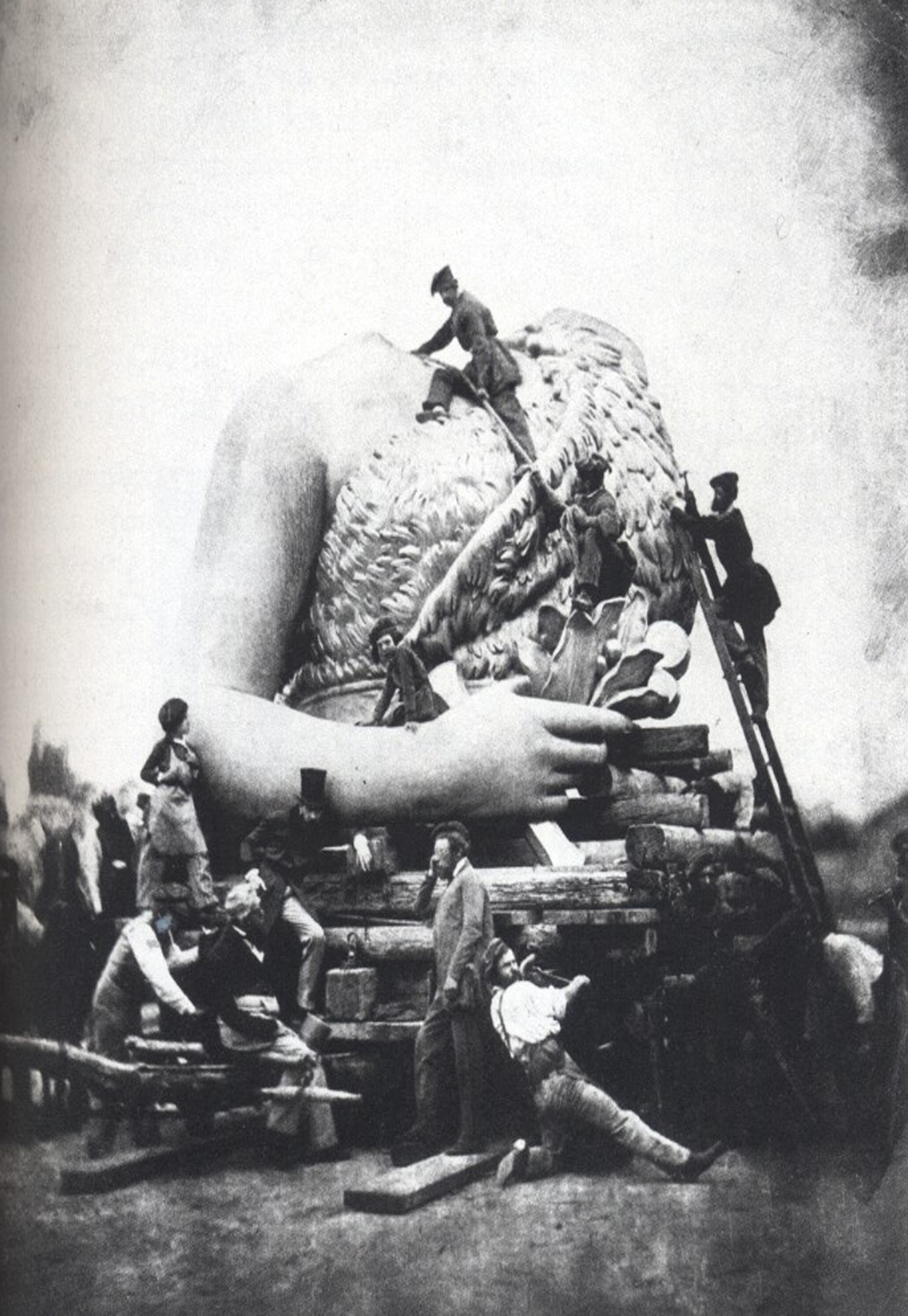
Socha Bavaria, montáž, 1849